# ایستگاه زینگلونگ
ایستگاه زینگلونگ (چینی ساده: 兴隆观测基地; چینی سنتی: 興隆觀測基地; پین‌یین: Xīnglóng Guāncè Jīdì) یک رصدخانه واقع در جنوب قله اصلی کوهستان یان در شهرستان شینگلونگ، چنگده، استان هبی، چین است. در این رصدخانه، هفت تلسکوپ نصب شده‌اند: یک اسطرلاب عکس‌الکتریکی مارک-۳؛ یک بازتابی ۶۰ سانتی‌متری؛ یک بازتابی ۸۵ سانتی‌متری؛ یک تلسکوپ اشمیت ۶۰/۹۰ سانتی‌متری؛ یک تلسکوپ فروسرخ ۱٫۲۶ متری؛ و یک تلسکوپ ۲٫۱۶ متری. جدیدترین تلسکوپ این رصدخانه، تلسکوپ ۴ متری لاموست است. از سال ۲۰۱۴، این رصدخانه یک تلسکوپ ۵٫۲ متری به عنوان بخشی از برنامه اخترشناسی پرتو گاما نصب کرده که به دلیل فاصله کانونی تهاجمی‌اش به نام سام تام «Sām Tām» شناخته می‌شود. این مکان به‌عنوان یک مقصد گردشگری محبوب نیز شناخته می‌شود.
| 31196 Yulong (یولانگ ۳۱۱۶۹)          | ۲۴ دسامبر ۱۹۹۷ |
| 48799 Tashikuergan (تاشیکورگن ۴۸۷۹۹) | ۸ اکتبر ۱۹۹۷   |
| 58418 Luguhu (لوگهاو ۴۸۴۱۸)          | ۲۶ ژانویه ۱۹۹۶ |